# لوسي هولمز
لوسي هولمز (بالإنجليزية: Lucy Holmes)‏ هي مغنية أسترالية، ولدت في 2 يوليو 1979.